# 황윤걸
황윤걸(1959년 1월 20일 ~ )은 대한민국의 성우로, 대학교 방송국원으로 활동하다가 1983년 문화방송 성우극회 공채 9기로 입사했다.

## 주요 출연작품

### 애니메이션
- 《닥터 슬럼프》(MBC) - 태수 아빠
- 《타잔》(KBS) - 대령 / 와자리족 추장 / 고잔
- 《기동전사 건담 0083》(MBC) - 키스
- 《신비한 바다의 나디아》(MBC) - 핸슨
- 《모험왕 걸리버》(MBC) - 마기맘모스
- 《핑크팬더》(MBC) - 형사 반장
- 《유령대소동》(MBC) - 윈스턴 제드모어
- 《우주용사 다이노서》(MBC)
- 《피터팬의 모험》(MBC) - 빌 악당선장
- 《은하순찰대》(MBC)
- 《재키와 머피》(MBC)
- 《걸리버 여행기》(MBC)
- 《도전자 허리케인》(MBC)
- 《출동! 러쉬맨》(MBC) - 호크
- 《야옹야옹 빌리》(MBC) - 빌리 아빠
- 《세계명작만화》(MBC)
- 《천재소년 지미 뉴트론》(MBC) - 휴 뉴트론
- 《울트라맨》(MBC)
- 《마이티 마우스》(MBC)
- 《컴퓨터 형사 가제트》(MBC)
- 《삼국지》(MBC) - 정원 / 여몽 / 주유 / 관평 / 사마의
- 《마르코 폴로의 모험》(MBC)
- 《용감한 죠리》(MBC)
- 《말괄량이 뱁스》(MBC) - 산림경찰
- 《장금이의 꿈》(MBC) - 이방
- 《신세기 사이버 포뮬러》(SBS) - 하이넬 / 감독
- 《신비한 별의 쌍둥이 공주 꼬옥!》(투니버스) - 크레송
- 《명탐정 셜록 하운드》(SBS) - 셜록 하운드
- 《내일은 월드컵》(SBS) - 스포츠 뉴스 아나운서 / 라디오 해설가
- 《나나의 환상여행》(SBS) - 키튼
- 《미래전사 그레이트 건더》(SBS) - 브라이언
- 《사랑의 천사 웨딩피치》(SBS) - 피치 아빠 / 우라가노
- 《우주소년 아톰》(SBS) - 아틀라스 아버지
- 《은하수비대》(SBS) - 셰인
- 《달려라 부메랑》(SBS)
- 《올림포스 가디언》(SBS) - 히포메네스 / 이아손
- 《몽키특공대》(VIDEO) - 할아버지 / 대통령 비서
- 《은혼》(투니버스) - 마쓰타로
- 《원피스》(투니버스)
- 《내일의 나쟈》(투니버스) - 제라르
- 《몬스터》(투니버스) - 민타크
- 《아가사 크리스티의 명탐정 포와로와 마플》(투니버스) - 어스킨 소령
- 《기신병단》(투니버스) - 대포
- 《오거스 02》(투니버스) - 겔라치
- 《들장미 소녀 린》(SBS)
- 《날아라 번개호》(SBS)
- 《로봇 축구》(MBC) - 카프 / 빅 파워 / 거미손
- 《접속 트윕시》(EBS) - 정보통제실장
- 《신비아파트: 고스트볼의 비밀》(투니버스) - 수위 아저씨
- 《헬로 카봇 쌈바》(SBS) - 록

### 애니메이션 영화
- 《무적의 탱크 태무진》(MBC)
- 《가공스런 미래전쟁》(MBC)
- 《천녀유혼》(MBC) - 연적하
- 《발리언트》(MBC)
- 《생쥐와 야옹이》(SBS) - 앙리
- 《슈퍼 차일드》

### 영화
- 애딕티드 러브(SBS)
- 풍운(MBC) - 우악
- 매그놀리아(SBS) - 도니 스미스(윌리엄 H. 메이시)
- 더티 해리 4 - 써든 임팩트 (MBC)
- 페이싱(SBS) - 위고(호세 가르시아)
- 스크림(MBC)
- 도검소(SBS) - 염라황
- 나이아가라 연쇄 살인사건(MBC)
- 철도원(MBC)
- 록키 5(MBC)
- 마이 걸(MBC)
- 커럽터(SBS)
- 대부2(SBS)
- 갱스 오브 뉴욕(MBC)
- 터미네이터 3(SBS) - 에드워드(킴 로빌라드) / 공군 연구원(초퍼 버넷)
- 애스트로넛(SBS)
- 도브(SBS)
- 뉴욕의 가을(MBC) - 존(앤서니 라팔리아)
- 애나 앤드 킹(SBS)
- 스틸(MBC) - 서태인(스티븐 버코프)
- 나 홀로 집에(SBS) - 마브(대니얼 스턴)
- 나 홀로 집에 2(SBS) - 마브(대니얼 스턴) / 쟈니(랄프 푸디) / 도널드 트럼프(본인)
- 닥터 두리틀(MBC)
- 그렘린 2(SBS) - 포스터(로버트 피카르도)
- 스콜피온 킹(MBC) - 죽음의 계곡에서 죽던 부하
- 아메리칸 뷰티(SBS) - 짐(스콧 바큘라)
- 장미의 이름(SBS)
- 엑스 VS 세버(MBC) - 로버트 갠트(그레그 헨리)
- 피아니스트의 전설(SBS)
- 8밀리(MBC) - 디노(피터 스토메어)
- 스파이 키드 2: 잃어버린 꿈들의 섬(SBS) - 할아버지(리카르도 몬탈반) / 대통령(크리스토퍼 맥도널드)
- 스파이 키드 3D: 게임 오버(SBS) - 도나곤 박사(마이크 저지) / 딩키(빌 팩스턴)
- 마이너리티 리포트(SBS) - 플래처(닐 맥도너)
- 동방삼협(MBC) - 국장
- 동방삼협2(MBC) - 사령관
- 스타워즈 에피소드1(MBC) - 나스 대왕(브라이언 블레스트)
- 처음 만나는 자유(SBS)
- 트루먼 쇼(MBC) - 말런(노아 에머릭)
- 스튜어트 리틀(MBC) - 스모키(채즈 팰민테리)
- 유혹은 밤 그림자처럼(MBC) - 루디
- 피스메이커(MBC)
- 크로우(SBS)
- 빅 히트(MBC) - 팸 아버지
- 벤허(SBS) - 드루서스
- 라붐(SBS)
- 라붐2(SBS) - 연구소 소장
- 벽혈남천(SBS) - 죄수(주드 포이어) / 대통령
- 언터처블(MBC) - 경찰서장(리처드 브래드퍼드)
- 써머스비(MBC) - 벅(래니 플레헤티)
- 겨울 전쟁(MBC)
- 프렌치 키스(SBS) - 밥(프랑수아 클루젯)
- 일렉션(SBS) - 딕 맷즐러(홈스 오즈본)
- 식스팩(MBC) - 샤르코
- 스워드 피쉬(SBS) - 로버츠(돈 치들)
- 알리(MBC)
- 이연걸의 탈출(MBC)
- 메트로(SBS)
- 옹박(MBC) - 아저씨
- 옹박 - 두 번째 미션(MBC) - 빈센트(데미안 드 몬테마스)
- 아스테릭스(SBS)
- 콘 에어(MBC) - 스왐프(M. C. 게이니)
- 스타쉽 트루퍼스(SBS)
- 소비버 탈출(SBS) - 사무엘
- 바람과 함께 사라지다(SBS)
- 사선에서(MBC)
- 포레스트 검프(MBC)
- 동사서독(MBC) - 맹인무사(량차오웨이)
- 오리지날 씬(MBC) - 앨런(잭 톰슨)
- 피아니스트(MBC) - 유대인(리차드 라이딩스)
- 패트리어트(MBC) - 태빙턴 대령(제이슨 아이작스)
- 매트릭스(SBS) - 사이퍼(존 판토리아노)
- 매트릭스2(SBS) - 로크(해리 레닉스)
  - 매트릭스3(SBS) - 로크(해리 레닉스)
- 버티칼 리미트(MBC) - 시릴 벤치(스티브 르 마르컹)
- 픽쳐 클레어(MBC) - 컬버(피터 스테빙스)
- 51번째 주(MBC)
- 007 옥토퍼시(MBC)
- 제로니모(MBC)
- 조강지처 클럽(MBC) - 애니 남편(스티븐 콜린스)
- 에디(MBC)
- 유주얼 서스펙트(MBC) - 호트니(케빈 폴랙)
- 파이널 디시즌(SBS)
- 어싸인먼트(MBC)
- 카오스 팩터(MBC) - 벤 와일더
- 썬더하트(MBC)
- 폭풍의 질주(MBC)
- 은밀한 유혹(MBC) - 제러미(올리버 플랫)
- 라인 스톤(SBS)
- 영웅신탐(MBC) - 두목
- 실버호크(MBC)
- 트루 라이즈(MBC) - 기브(톰 아널드)
- 프렌지(MBC) - 포터(클라이브 스위프트)
- 나쁜 녀석들 2(MBC) - 알렉세이(피터 스토메어)
- 선택(SBS) - 제프리 맨코(폴 길포일)
- 더 길티(MBC) - 브랜트(켄 트렘블렛)
- 히 갓 게임(SBS) - 제이크(덴절 워싱턴)
- 프로텍션(MBC) - 킬러
- 동방불패(MBC) - 동방불패(남)(임청하)
- 동방불패2(MBC) - 골리도 장군
- 의천도룡기(MBC) - 녹장객
- 아이 스파이(MBC)
- 에너미 앳 더 게이트(MBC)
- 애니 기븐 선데이(SBS) - 잭캡 루니(데니스 퀘이드)
- 젠트맨 리그(MBC) - 하이드(제이슨 플레밍) / 리드(톰 굿맨힐)
- 히달고(MBC) - 버팔로 빌 코디(J. K. 시몬스)
- 80일간의 세계일주(MBC) - 하피 왕자(아널드 슈워제네거) / 라이트 형제(오웬 윌슨) / 황비홍(홍금보)
- 캐리비안의 해적: 블랙 펄의 저주(MBC) - 깁스 갑판장(케빈 맥널리)
- 캐리비안의 해적: 망자의 함(MBC) - 깁스 갑판장(케빈 맥널리)
- 캣츠 앤 독스(SBS) - 샘(마이클 클라크 덩컨)
- 나비효과(MBC) - 카터 교수(존 B. 로우)
- 이탈리안 잡(MBC) - 마스코프(알렉산데르 크루파)
- 에어 포스 원(MBC) - 기장(마이클 레이) / 장교(빌 스미트로비치)
- 고스트 독(SBS) - 비니(빅터 아고)
- 빅(SBS)
- 원스 어폰 어 타임 인 멕시코(SBS) - 총리(훌리오 오스카 메초소)
- 바이센티니얼 맨(SBS) - 맨스키(스티븐 루트)
- 버드가의 섬(MBC) - 스테판(패트릭 버긴)
- 코어(MBC) - 서지 레베크 박사(체키 카르요)
- 세인트 엘모의 열정(SBS)
- 디 아워스(MBC)
- 알렉산더(MBC) - 클레이토스(게리 스트레치)
- 스위트 노멤버(SBS) - 채즈 와틀리(제이슨 아이삭스)
- 블루 스틸(SBS) - 닉 만(클랜시 브라운)
- 마스터 앤드 커맨더: 위대한 정복자(MBC) - 하워드(크리스 라킨)
- 디오스(SBS) - 헨리(피터 맥도널드)
- 좋은 친구들(SBS) - 빌리(프랭크 빈센트) / 마피아 변호사(프랭크 알바네세)
- 더 퀸(MBC)
- 내 생애 최고의 데이트(SBS) - 헨리 퍼취(게리 콜)
- 미시시피 버닝(MBC)
- 레이디 킬러(MBC) - 팬케이크(J. K. 시먼스)
- 거북이도 난다(SBS) - 마을 사람
- 세상의 중심에서 사랑을 외치다(MBC) - 시게구라(야마자키 쓰토무)
- 아이덴티티(SBS) - 조지(존 C. 맥긴리) / 검사(마샬 벨)
- 오션스 트웰브(SBS) - 리빙턴(에디 제미슨) / 가스파르(알버트 피니)
- 본 얼티메이텀(MBC) - 대니얼스(콜린 스틴톤) 외
- 라스트 사무라이(SBS) - 오무라(하라다 마사토)
- 포 페더스(MBC)
- 쉬즈 더 맨(MBC) - 아빠(존 파이퍼퍼거슨)
- 블레이드 3(SBS) - 레이(제임스 리마) / 딕스(론 셀무어)
- 이터널 선샤인(SBS) - 미어즈웩(톰 윌킨슨) / 프랭크(토마스 제이 라이언)
- 트와일라잇(MBC)
  - 뉴문(MBC)
- 해리슨 포드의 도망자(MBC)
- 붉은 가마(MBC) - 이구와(해연)
- 네이비 실(SBS)
- 독고구검(MBC) - 하후태자(유석명)
- 어머니 나를 다시 사랑해 주세요(MBC)
- 패신저 57(MBC)
- 바비(MBC) - 웨이드(조슈아 잭슨) / 필(데이비드 크럼홀츠)
- 폭로(SBS) - 마크 르윈(데니스 밀러)
- LA 스토리(SBS)
- 애스터로이드(SBS) - 잭(마이클 빈)
- 언더시즈(SBS) - 도머(콜름 미니)
- 프레데터(SBS) - 릭(셰인 블랙)
- 미스 에이전트2(SBS) - 스탠 필즈(윌리엄 샤트너)
- 적벽대전(MBC) - 관우(파삼찰포)
- 토네이도(MBC) - 안드레아 슈터(마틴 린도)
- 진주만(SBS) - 얼 시스턴(톰 사이즈모어) / 니미츠 제독(그레이엄 백켈) / 해군장관(톰 에버렛)
- 애널라이즈 댓(SBS) - 밀러(제임스 비버리) / 조감독(조셉 P. 라이디)
- 맨 인 블랙(SBS) - 에드가 / 바퀴벌레 외계인(빈센트 도노프리오)
- 댄싱히어로(SBS) - 지코 외
- 썬더볼트(SBS) - 레이스 코치(가야마 유조) / 불량배(성규안)
- 하우스 어레스트(SBS) - 빅
- 세 얼간이(MBC) - 파르한의 아버지(파릭싯 사흐니)
- 007 살인면허(MBC) - 부처(웨인 뉴턴) / 대통령(페드로 아르멘다리스 주니어)
- 플래툰(MBC) - 해롤드(포레스트 훠태커)
- 여인의 향기(MBC)
- 최후의 탈출(SBS) - 텍스
- 미키 루크의 추적자(MBC)
- 마틴 기어의 귀향(SBS) - 앙드레(도미니크 피뇽)
- 새벽의 7인(MBC) - 얀 (티모시 바툼즈)
- 신 정무문 2(SBS) - 유정의 코치(원규)
- 라스트 런(MBC) - 존(코리 존슨)
- 당산대형(SBS) - 아산(금산)
- 노 머시(SBS) - 마약범(레이 샤키)
- 아수라(SBS) - 길상(아베 히로시)
- 특전대 네이비 씰(SBS) - 리어리(릭 로소비치)
- 써든 데스(MBC) - 조슈아의 부하(버나드 카네페리) / 하키 해설원(존 바르베로)
- 사형도수(SBS) - 러시아 선교자(로이 호랜) / 연 사범(진룡)
- 총잡이 링고(MBC) - 페트로(호세 마누엘 마르틴)
- 나는 결백하다(MBC) - 푸사르(장 마르티넬리)
- 형사 스타크(MBC) - 파울(노르베르트 바이서)
- 은빛 안장(MBC) - 루크(마리오 필리포)
- 중화영웅(MBC) - 사부(황추생)
- 개 같은 내 인생(MBC) - 삼촌(토머스 본 브롬센)
- 금옥만당(MBC) - 보스(하가구)
- 흑인 오르페(MBC) - 쉬꼬보또(발데마르 드 수자)
- 하늘과 땅(MBC) - 리리 아버지(오한윤)
- 리썰 웨폰 3(MBC) - 영화 배우(헨리 킨지)
- 토르: 라그나로크 - 수르트(클랜시 브라운)
- 디어 헌터(MBC)

### 외화
- 《밴드 오브 브라더스》(MBC) - 캄턴(닐 맥도너)
- 《프로파일러》(SBS) - 네이선 (마이클 월리)
- 《로마》(SBS) - 마르쿠스 안토니우스(제임스 퓨어포이)
- 《CSI 과학수사대》(MBC) - 테런스
- 《CSI 뉴욕》(MBC)
- 《아카풀코 해변수사대》(SBS) - 클라우디오(파비오)
- 《종착역》(MBC) - 장치량
- 《대진제국》(MBC) - 위혜왕
- 《이소룡 전기》(SBS) - 왕 사장
- 《명탐정 코난 드라마스페셜 - 괴조 전설의 수수께끼》(투니버스) - 천용해
- 《히어로즈》(SBS) - 맷 파크맨(그렉 그룬버그) / 니라드(쉬시 커럽)

### 다큐
- 《와일드 랭킹 - 떼 지어 다니는 동물 TOP 10》(NGC) - 해설
- 《휴양지에서 만난 치명적인 동물들》(NGC) - 해설
- 《혀끝으로 만나는 중국》(MBC) -전편 나레이터 해설

### 라디오 드라마
- 《배한성 배칠수의 고전열전》(MBC 표준FM)
- 《격동 30년》(MBC 표준FM) - 박찬종 / 정승화 장군 / 이만섭 국회의장 등등

### 드라마
- 《제4공화국》(MBC) - 한화갑 비서실장 역
- 《제5공화국》(MBC) - 민병돈 장군 역
- 《영웅시대》(MBC)
- 《여명의 눈동자》(MBC)
- 《질투》(MBC)
- 《파일럿》(MBC)
- 《해신》(KBS) - 병부령역
- 《엄마의 노래》(SBS) - 도지원 오빠 역
- 《폭풍속으로》(KBS) - 이사 역
- 《가문의 영광》 (SBS) - 의사 역
- 《천추태후》(KBS)
- 《산부인과》 (SBS) - 보험사 직원 역
- 《검사 프린세스》 (SBS) - 송 이사 역
- 《시티헌터》(SBS) - 토론회 사회자 역
- 《내조의 여왕》(MBC)
- 《지붕뚫고 하이킥!》(MBC, 2009년~2010년) - 강세호 아버지 역
- 《꽃할배 수사대》 (tvN, 2014년) - 형사 역
- 《굿 와이프》(tvN, 2016년) - 목사님 역
- 《W》(MBC) - 앵커 역
- 《그 여자의 바다》(KBS) - 신부님 보육 원장 역
- 《내일 그대와》(tvN) - 임원 역
- 《황금빛 내 인생》(KBS, 2017년) - 경찰서장 역
- 《슬기로운 감빵생활》(tvN, 2018년) - 복지부장관 역
- 《미스 함무라비》(JTBC, 2018년) - 국회의원 김명국 역
- 《검법남녀》(MBC, 2018년) - 검찰 총장 역
- 《세상에서 제일 예쁜 내 딸》(KBS, 2019년) - 재범아빠 병원장 역
- 《비밀의 남자》(KBS, 2020년)
- 《태종 이방원》(KBS, 2022년) - 심덕부를 모티브로 한 무명 대신 역